# Minicontainer

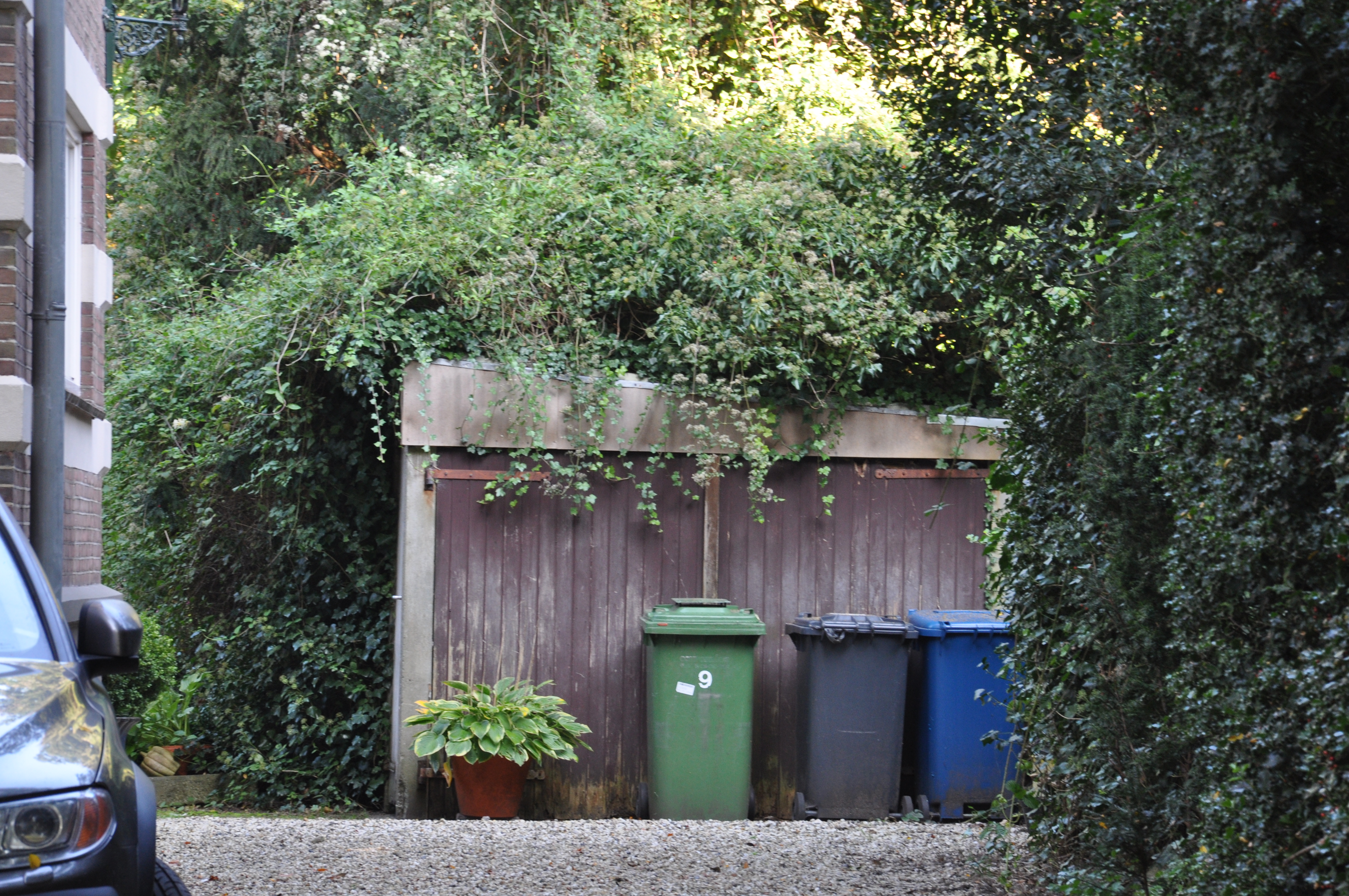
groene minicontainer voor gft-afval, grijze minicontainer voor restafval en een blauwe minicontainer voor papier- en kartonafval (Nederland).

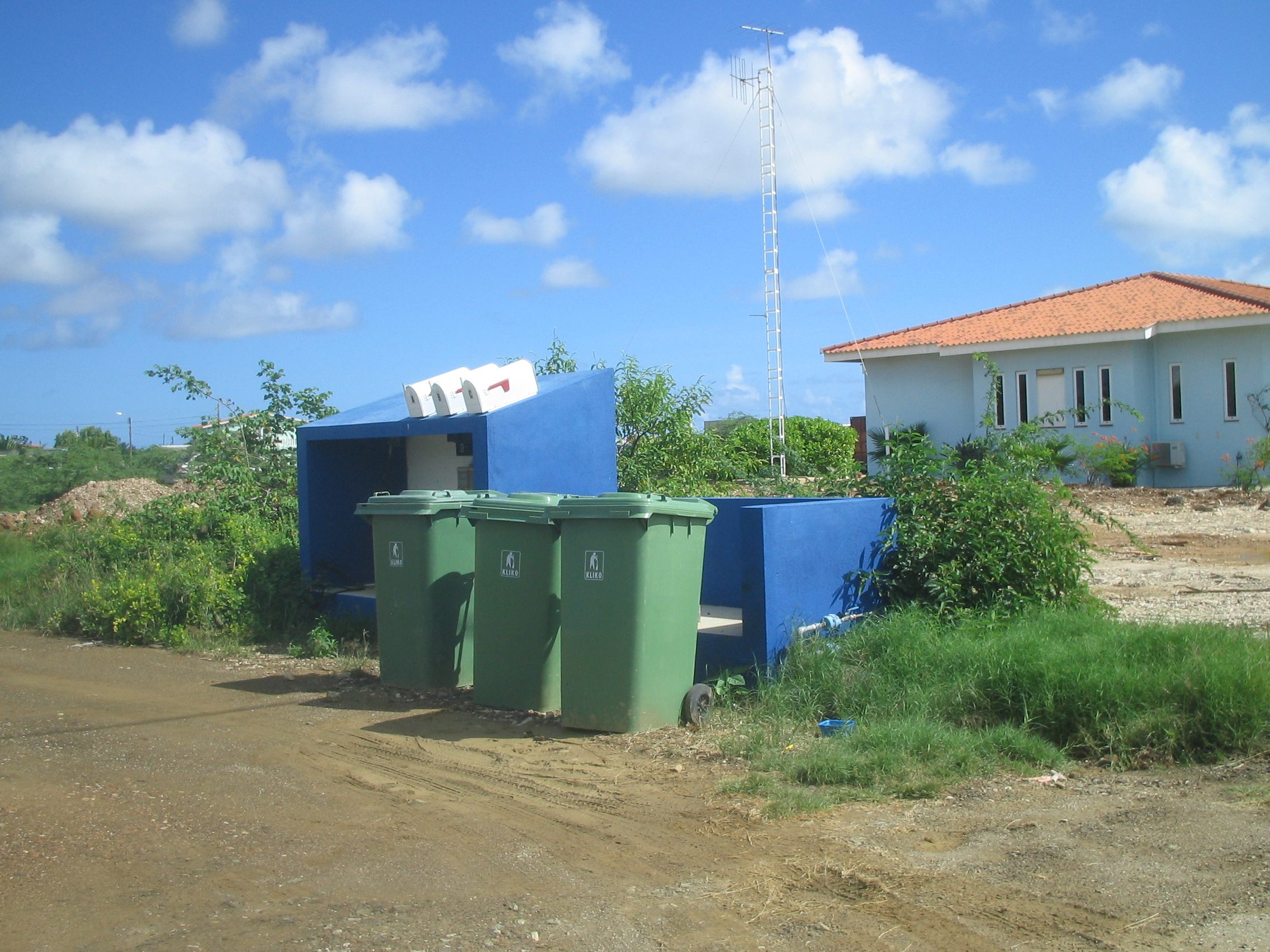
Minicontainers op Bonaire, Caribisch Nederland.

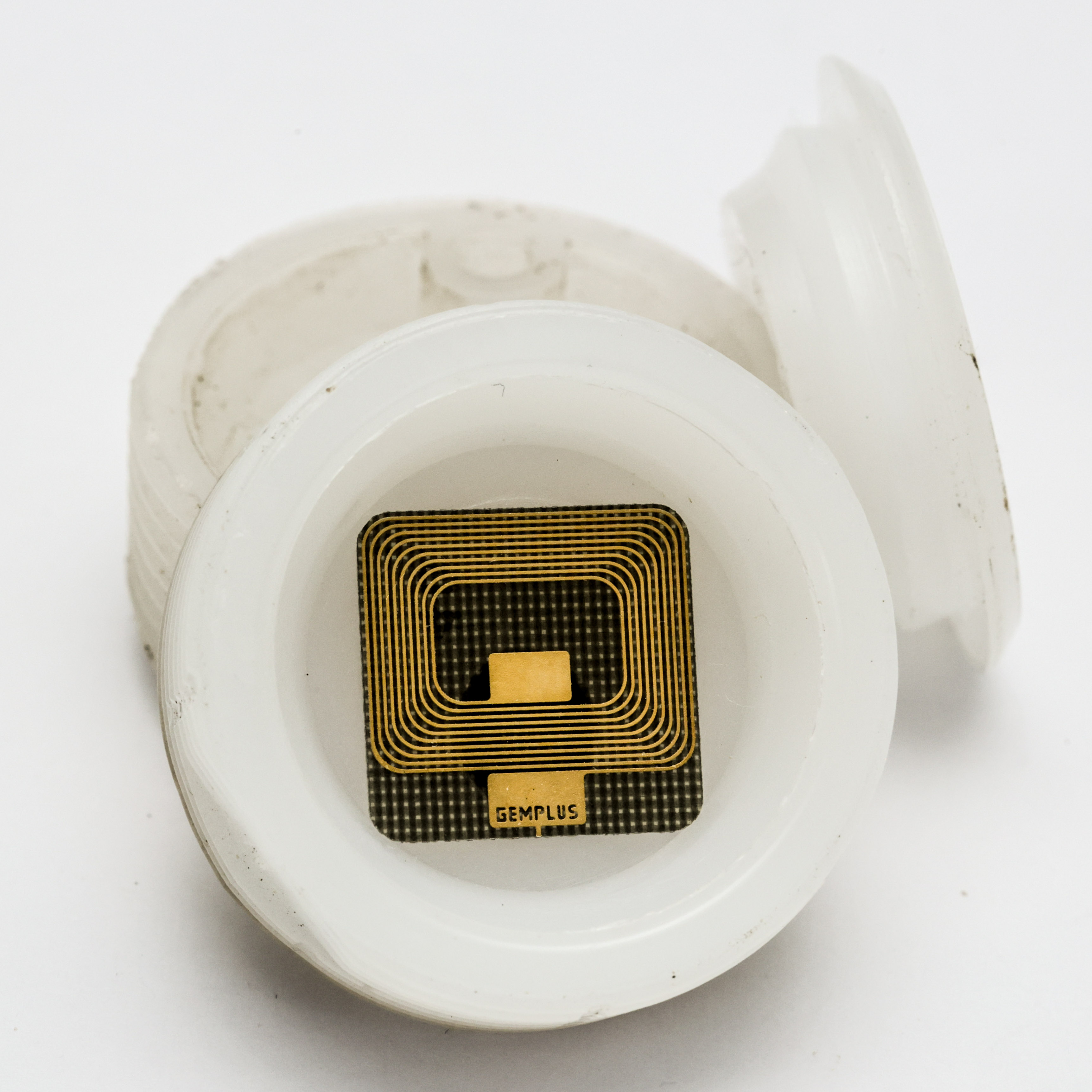
Chip van een kliko met houder en deksel

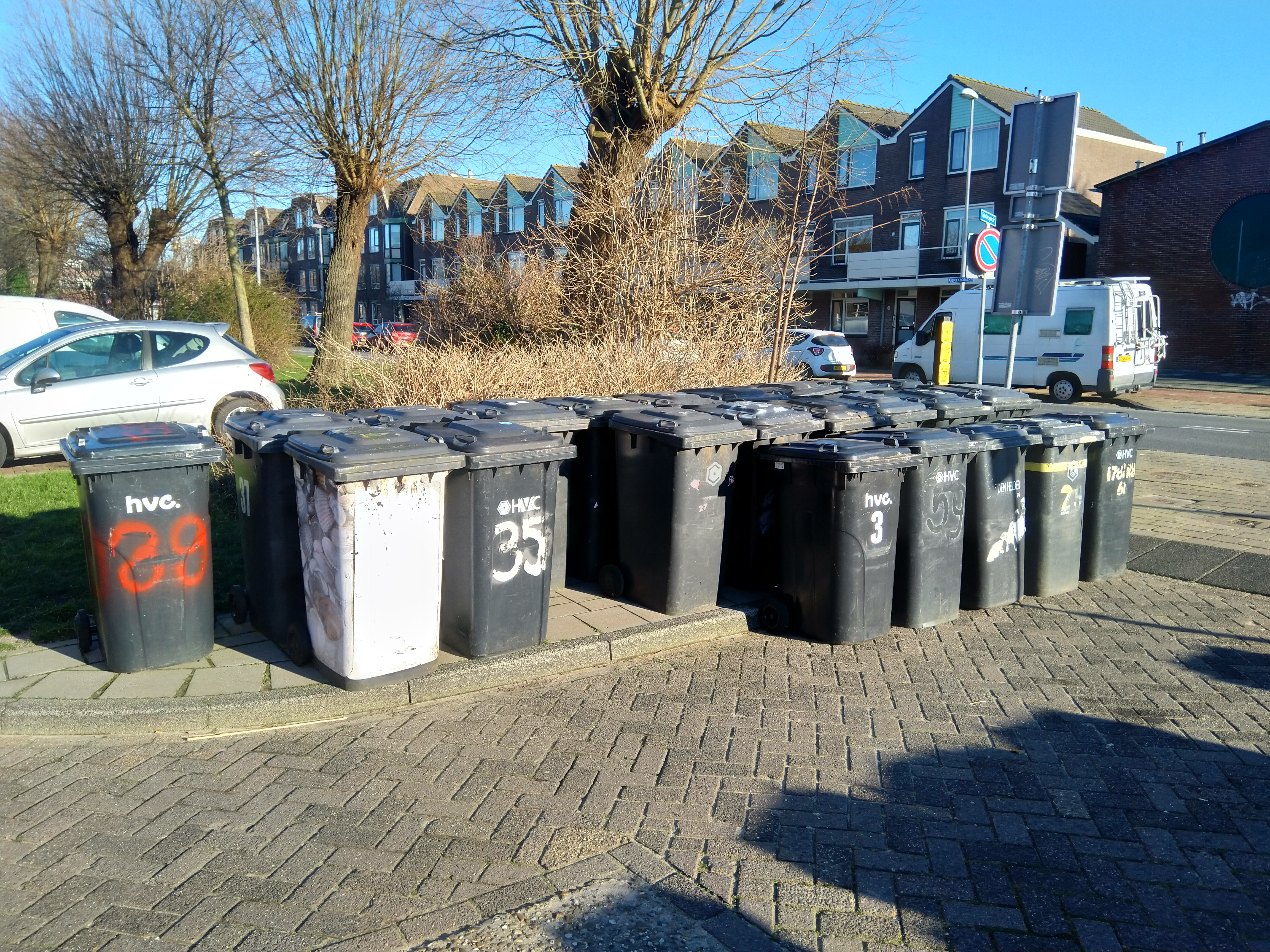
Minicontainers (grijze bakken, restafval) tijdens ophaaldag, Nederland.

Een minicontainer is een kunststof vuilnisbak op twee wielen waarin huishoudelijk afval wordt verzameld.

## Geschiedenis
De minicontainer dateert uit de jaren 70. Voor de introductie van de minicontainer beschikte elk huishouden over een metalen vuilnisemmer, of zette men een plastic vuilniszak aan de straat. In 1978 begonnen enkele Nederlandse gemeenten (Apeldoorn, Voorburg, Harlingen, Sneek en Maarheeze) met het experimenteren met de minicontainers.

## Typen
Minicontainers zijn er in verschillende soorten en maten, maar zijn in de regel ongeveer 1 meter hoog en gemaakt van hogedichtheidpolyetheen (HDPE). Het uiterlijk van de minicontainers is gestandaardiseerd en vloeit voort uit een Europese Norm, EN 840. Het eerste deel van deze norm gaat over tweewielige minicontainers; de norm is in Nederland overgenomen als NEN-EN 840, in België als NBN-EN 840.
In Nederland en België hebben veel huishoudens minicontainers voor verschillende soorten afval. Bijvoorbeeld een groene voor groente-, fruit- en tuinafval (gft), een blauwe voor papier en karton, een oranje voor plastic, blik en drankverpakkingen en een grijze voor het restafval. Elke gemeente voert hierin een eigen beleid. Sommige gemeentes werken naast containers ook met vuilniszakken of centraal in de wijk geplaatste (ondergrondse) containers voor verschillende soorten afval.
De minicontainers kunnen voorzien zijn van een chip.

## Naam "kliko"
In Nederland worden minicontainers gewoonlijk kliko genoemd, naar een fabrikant die deze in de jaren 70 op de markt bracht (Klinkenberg en Koster), of naar de Duitse naamsvariant otto.